# بطولة العالم للملاكمة هواة 2017
بطولة العالم للملاكمة هواة 2017 هي البطولة العالمية ال19 للملاكمة هواة للرجال في الفترة من 25 أغسطس إلى 2 سبتمبر 2017 في هامبورغ بألمانيا تحت رعاية الاتحاد الدولي للملاكمة للهواة (AIBA).
تعتبر كوبا الدولة المسيطرة على البطولة بأكبر عدد فوز.